# Podolestes
Podolestes – rodzaj ważek z rodziny Argiolestidae.

## Występowanie

### Zasięg występowania
Rodzaj obejmuje gatunki występujące w Azji Południowo-Wschodniej (głównie na Borneo, Sumatrze i Półwyspie Malajskim) oraz na chińskiej wyspie Hajnan.

### Środowisko
Gatunki z tego rodzaju zamieszkują bagienne lasy na nizinach, gdzie występują głównie w pobliżu płytkich zbiorników wodnych i wolno płynących strumieni.

## Morfologia
Podolestes jest jedynym przedstawicielem rodziny Argiolestidae występującym w kontynentalnej Azji Południowo-Wschodniej oraz na Borneo i Sumatrze; w obrębie zasięgu występowania można go rozpoznać po charakterystycznych cechach rodziny. Pod względem ogólnej morfologii przypomina Nesolestes i Neurolestes, ale w przeciwieństwie do tych dwóch rodzajów posiada ząbkowane pokładełko, podobnie jak większość innych rodzajów Argiolestidae. Chociaż nie ma wyraźnych cech odróżniających go od Nesolestes i Neurolestes, łatwo go odróżnić od nich po ogólnym wzorze i ubarwieniu tułowia i odwłoka. W obrębie swego zasięgu występowania Podolestes wraz ze znacznie bardziej kolorowym Rhinagrion są jedynymi rodzajami ważek obejmującymi gatunki siedzące z rozpostartymi skrzydłami i odwłokiem ułożonym niemal poziomo.

## Systematyka
Rodzaj ten wprowadził w 1862 roku belgijski zoolog Edmond de Sélys Longchamps dla nowo opisanego przez siebie gatunku Podolestes orientalis. Obecnie do rodzaju zaliczanych jest 9 gatunków.

### Podział systematyczny
Do rodzaju należą następujące gatunki:
- Podolestes atomarius Lieftinck, 1950
- Podolestes buwaldai Lieftinck, 1940
- Podolestes chrysopus Selys, 1889
- Podolestes coomansi Lieftinck, 1940
- Podolestes furcifer Lieftinck, 1950
- Podolestes harrissoni Lieftinck, 1953
- Podolestes orientalis Selys, 1862
- Podolestes pandanus Wilson & Reels, 2001
- Podolestes parvus Dow & Ngiam, 2019